# Grania Rubomboras
Grania Rosette Makatu Rubomboras (nhũ danh Grania Makatu) là một kỹ sư điện và người điều hành doanh nghiệp người Uganda. Cô là giám đốc dự án khu vực của Chương trình hành động công ty con sông Nile Equatorial Lakes, Dự án kết nối lưới điện, có trụ sở tại Kigali, Rwanda.

## Bối cảnh và giáo dục
Rubomboras được sinh ra ở Uganda và theo học các trường địa phương cho giáo dục tiểu học của mình. Cô học trường trung học Gayaza, chuyên ngành Vật lý, Hóa học và Toán học. Cô học ngành kỹ thuật tại Đại học Makerere, tốt nghiệp Cử nhân Khoa học về kỹ thuật điện năm 1978. Sau đó, cô lấy bằng Thạc sĩ Quản trị Kinh doanh, từ Trường Kinh doanh Đại học Makerere. Cô cũng có bằng Thạc sĩ Khoa học về quản lý dự án, được trao bởi một trường đại học không được tiết lộ.

## Nghề nghiệp
Sau một thời gian vắng mặt ở Uganda, Rubomboras đã gia nhập "Hội đồng Điện lực ở Ucraina" năm 1992. Cô đã thăng hạng lên vị trí Giám đốc điều hành, đến năm 2003. Khi UEB bị giải thể năm 2004, Rubomboras đã dành vài năm làm nhân viên chương trình tại " Cơ quan điện khí hóa nông thôn ".
Với vai trò là người quản lý dự án khu vực của Chương trình hành động công ty con sông Nile Equatorial Lakes, Interconnection of Electric Grids Project, cô là người đứng đầu bộ phận điện. Bộ phận của cô chịu trách nhiệm cho năm sáng kiến chính: 1. Sự kết nối của các lưới điện của Burundi, Cộng hòa Dân chủ Congo, Kenya, Rwanda và Uganda. 2. Sự phát triển của nhà máy thủy điện Rusumo 3. Các nghiên cứu khả thi để đánh giá mối liên kết được đề xuất của lưới Tanzania với Zambia. 4. Phát triển mối liên kết giữa các lưới điện của Uganda và Cộng hòa Dân chủ Congo và 5. Sự phát triển của kết nối điện Uganda - Nam Sudan.

## Gia đình
Rubomboras là một bà mẹ có hai con - một cô con gái tên Emily và một cậu con trai tên Albert.

## Khác
Vào tháng 5 năm 2017, Rubomboras đã được ghi nhận công sức đã tích hợp mạng lưới điện quốc gia của năm quốc gia thành viên của Sáng kiến lưu vực sông Nile, cụ thể là: Burundi, Cộng hòa Dân chủ Congo, Kenya, Rwanda và Uganda. Sự công nhận là tại "Giải thưởng Công nghiệp Năng lượng Tuần Châu Phi" hàng năm được tổ chức tại Cape Town, Nam Phi, vào ngày 17 tháng 5 năm 2017.